# Werre-Park
Het Werre-Park is een winkelcentrum in het Oost-Westfaalse kuuroord Bad Oeynhausen in de wijk Minden-Lübbecke in Noord-Rijnland-Westfalen. Het ligt op de zuidelijke oever van de gelijknamige Werre, ongeveer twee kilometer ten oosten van het stadscentrum in de richting van de Weser. De reden voor de bouw op deze locatie was de beschikbaarheid van een voormalig industrieterrein op een gunstige locatie direct aan de Mindener Straße van de B 61. Het winkelcentrum werd geopend op 1 april 1998. De projectontwikkelaar van het winkelcentrum is de BAUWERT Investment Group. ECE Projectmanagement is de exploitant van het Werrepark.

## Beschrijving

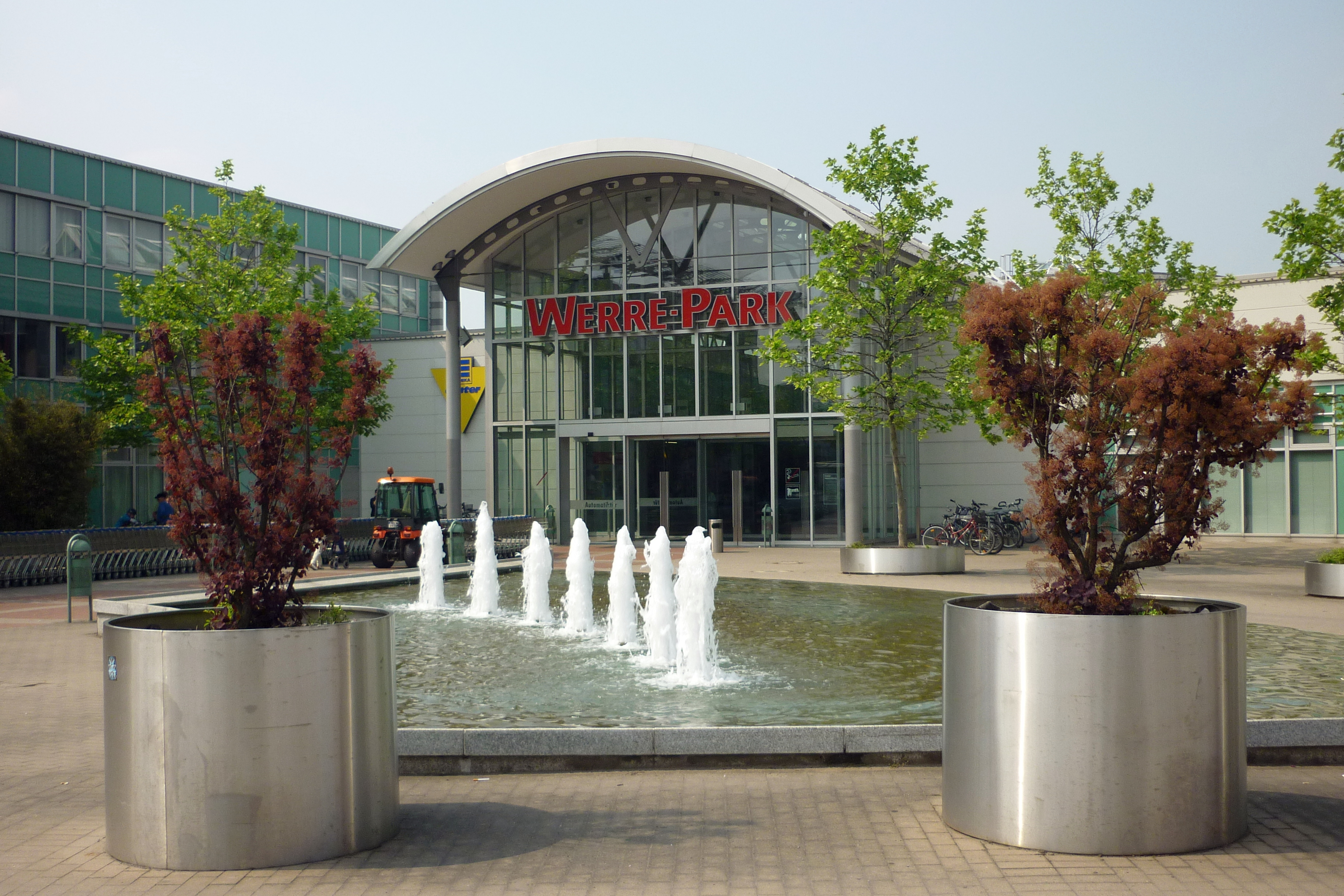
Hoofdingang Werrepark (2011)

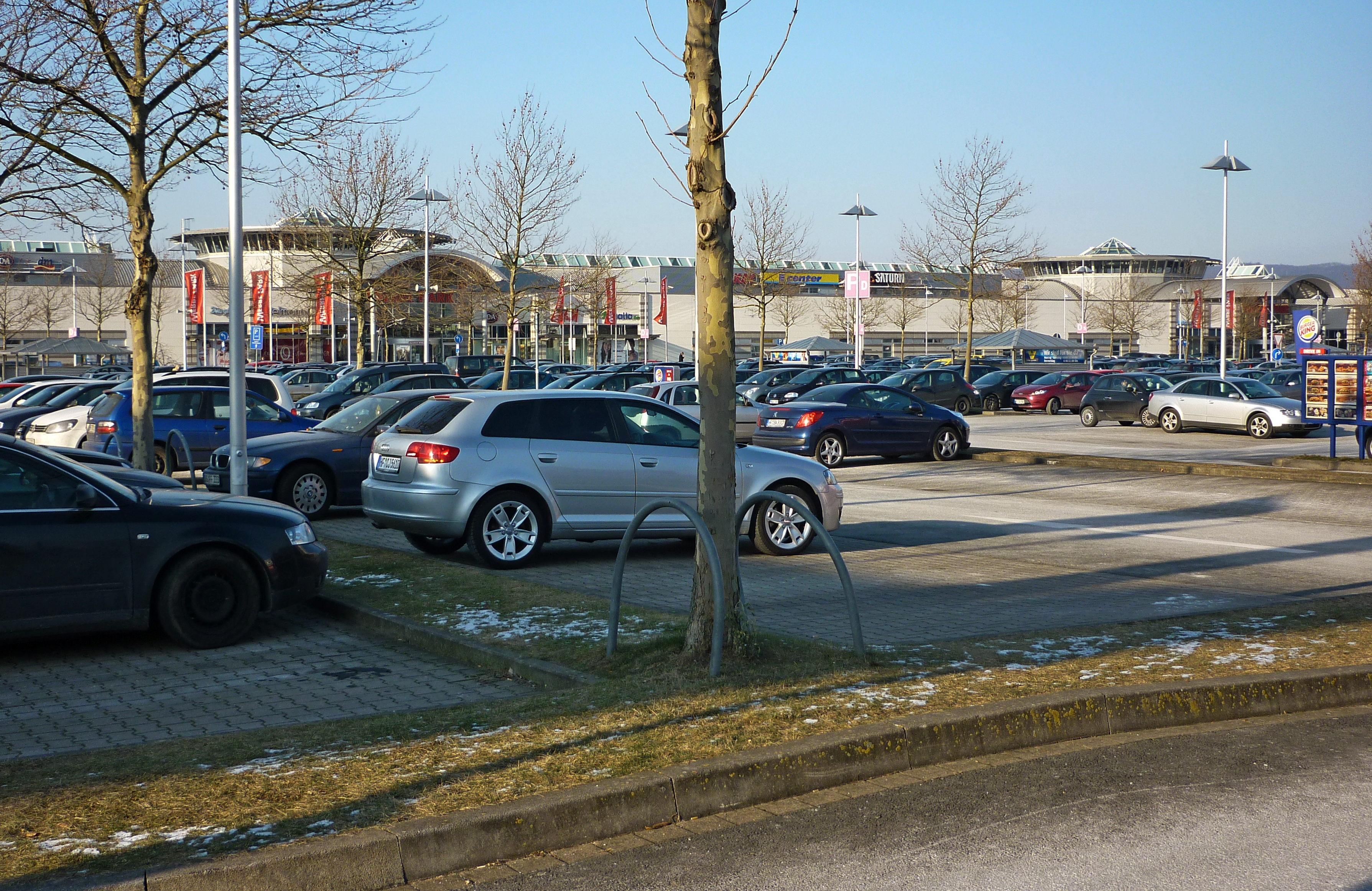
Winkelcentrum Werre-Park, parkeerplaats aan de Mindener Straße

De totale huuroppervlakte bedraagt 52.000 vierkante meter, waaronder dokterspraktijken. Het verkoopoppervlak van 30.000 vierkante meter is op de begane grond ingericht en omvat ongeveer 80 winkels, die zich op een 360 meter lange winkelgalerij met glazen dak bevinden. Eind 2024 zijn de ankerhuurders: H&M, C&A, OBI, TK Maxx, Decathlon, MediaMarkt (voorheen Saturn) en een Edeka-markt.
Het Werrepark omvat ook een UCI-bioscoop, twee casino's en de discotheek Mondo.

## Geschiedenis
Het Werrepark werd gebouwd op de plaats van de Weserhütte, die in 1987 failliet ging. Het winkelcentrum werd op 1 april 1998 geopend.
Bij de opening was een zelfbedieningswarenhuis van Globus de hoofdhuurder en had aanvankelijk de grootste verkoopoppervlakte. Na het vertrek van Globus werd deze ruimte onderverdeeld in meerdere units. De Globus-Gruppe exploiteerde ook een Alphatecc-Technikmarkt.

## Verkeer
Het langeafstandsverkeer kan het Werre-Park bereiken via het knooppunt Bad Oeynhausen-Ost (34) aan de A30. Na voltooiing van de noordelijke rondweg van Bad Oeynhausen is de Mindener Straße, die eerder was uitgebreid tot vier rijstroken, ontmanteld.
Het centrum beschikt over 2.300 gratis, onoverdekte buitenparkeerplaatsen, verdeeld over vier parkeerterreinen.
Het Werre Park is te bereiken met de stadsbuslijnen BO1, BO4, BO5 en BO7 vanaf het busstation ZOB Bad Oeynhausen. De reistijd vanaf het centrale busstation bedraagt ongeveer vier minuten.